# Личнер, Пэм
Памела Сью Роджерс «Пэм» Личнер (англ. Pamela Sue Rogers "Pam" Lychner, урожденная Памела Сью Роджерс, более известная как «Пэм Личнер»; 1959, Орора, штат Иллинойс — 17 июля 1996, Нью-Йорк, США) — американский общественный деятель, борец с сексуальным насилием, президент группы «Правосудие для всех». Активно продвигала законопроект об отслеживании и идентификации лиц, совершивших преступление на сексуальной почве. Так называемый «Закон Памелы Личнер 1996 года» был принят Конгрессом США уже после её гибели в авиакатастрофе. Погибла при крушении самолета авиакомпании Trans World Airlines, рейс TWA-800, недалеко от острова Лонг-Айленд.

## История
До 1990 года Памела Личнер занималась куплей-продажей свободных домовладений, работая агентом по продаже недвижимости в городе Спринг-Валли-Виллидж недалеко от Хьюстона, штат Техас.
Однажды она вместе со своим мужем Джозефом Личнером встречались с предполагаемым покупателем в одном из домовладений, где находился представившийся им работником компании по уборке Уильям Дэвид Келли, который, сославшись на то, что он забыл убрать под раковиной, остался в доме. Позже Келли напал на Памелу и попытался разорвать на ней одежду. Джозефу удалось схватить Келли, а Памеле позвать на помощь. Преступнику грозило 20 лет заключения за попытку похищения с целью сексуального насилия. Впоследствии Келли пошел на сделку с правосудием и был признан виновным в хулиганстве и незаконном хранении холодного оружия, получив небольшой срок.
Вскоре после этого Департамент криминальной юстиции штата Техас уведомил Личнер письмом, что Келли будет условно-досрочно освобожден. После этого Памела решила стать защитником прав тех, кто подвергся сексуальному насилию, и основала группу «Правосудие для всех», став её президентом. Эта группа лоббировала отмену досрочного освобождения, обязательную регистрацию преступников, совершивших сексуальное насилие, а также выступала за строительство новых тюрем. Лиза Грей из «Хьюстон Пресс» рассказывала, что Личнер была «красноречивой, эмоциональной и уверенной в себе; этаким белокурым воплощением жительницы пригорода, боящейся криминала».
Памелу поддержали сенаторы США Фил Грэмм и Джо Байден, которые помогли оформить законопроект, который впоследствии стали называть законом Пам Личнер об отслеживании и идентификации лиц, совершивших преступления на сексуальной почве 1996 года. На основании этого закона стала создаваться федеральная база данных всех преступников США, совершивших преступления на сексуальной почве. Кроме того, закон обязывал освобождённых досрочно преступников сообщать властям о своих перемещениях и местонахождении. В случае нарушения этих правил они подвергаются штрафу или подлежат возвращению в тюрьму.

## Жизнь
Памела была замужем, воспитывала двух дочерей, Шеннон и Кэти. Кроме того в семье жила собака — мальтийская болонка по имени Эбби.

## Смерть
10-летняя дочь Памелы, Шеннон Личнер, занималась живописью и хорошо копировала картины Клода Моне, и Пам решила показать дочери деревню Живерни, около Парижа, где жил Моне. Семья решила совершить трёхдневную экскурсию в Париж.
37 летняя Памела и её дочери, 10-летняя Шеннон и 8-летняя Катерина сели в злополучный рейс № 800 TWA в Международном аэропорту имени Джона Кеннеди, направляющийся в Международный аэропорт имени Шарля де Голля в Париже 17 июля 1996 года, в самолет Боинг 747 с бортовым номером 93119, который взорвался недалеко от острова Лонг-Айленд. Погибли все пассажиры, включая семью Личнер, и все члены экипажа. Тела Памелы и Кэти были найдены в первую же ночь в ходе спасательно-поисковой операции. 22 июля, через 5 дней после катастрофы, они были официально опознаны Джозефом Личнером в коронерской службе округа Саффолк, а 28 июля было найдено и опознано тело Шеннон Личнер. Все трое были похоронены на родовом кладбище близ Чикаго, штат Иллинойс.
Американская Национальная транспортная Комиссия по безопасности (NTSB) пришла к выводу, что причиной катастрофы стало воспламенение паров топлива в центральном топливном баке лайнера из-за неисправности проводки насосов и топливомеров.

## Посмертное признание и наследие
После смерти Памелы и её дочерей Сенат США утвердил закон «Закон Пам Личнер 1996 года». В городе Спринг-Валли-Виллидж установлен бронзовый памятник Памеле и её дочерям, названый «Объятия любви». Лиза Грей из «Хьюстон Пресс» назвала его «эмоционально-волнующим памятником светской святой и её дочерям».
Одна из мужских тюрем Департамента криминальной юстиции Техаса в местечке Атаскоса носит её имя, Pam Lychner Unit — «Отряд Памелы Личнер». В июле 1995 года она открылась как Государственная тюрьма Атаскосы. После смерти Личнер попечительский совет единодушно принял решение о её переименовании. Точная копия памятника в Спринг-Валли-Виллидж установлена около этой тюрьмы.